# Воронинское сельское поселение (Томская область)
Воро́нинское се́льское поселе́ние — муниципальное образование (сельское поселение) в Томском районе Томской области, Россия. Административный центр — деревня Воронино.

## История
Постановлением главы Томского района от 14 апреля 1997 года был образован Воронинский сельский округ. В его состав были включены Семилуженская сельская администрация, а также д. Воронино и д. Новомихайловка, выделенные из состава Корниловской сельской администрации. Согласно закону, принятому в Томской области в 2004 году, сельские округа были преобразованы в сельские поселения; соответственно, и Воронинский округ стал называться Воронинским сельским поселением.

## Население
| 2002  | 2008  | 2009  | 2010  | 2011  | 2012  | 2013  | 2014  | 2015  |
| ----- | ----- | ----- | ----- | ----- | ----- | ----- | ----- | ----- |
| 2591  | ↗2628 | ↗2666 | ↘2600 | ↗2607 | ↘2593 | ↗2598 | ↗2636 | ↗2646 |
| 2016  | 2017  | 2018  | 2019  | 2020  | 2021  |       |       |       |
| ↗2680 | ↗2715 | ↗2743 | ↗2806 | ↗2847 | ↗2940 |       |       |       |

## Населённые пункты и власть
В состав поселения входят следующие населённые пункты:
| Населённый пункт  | Население (01.08.2012) |
| ----------------- | ---------------------- |
| д. Воронино       | 1060                   |
| д. Милоновка      | 2                      |
| д. Новомихайловка | 300                    |
| д. Омутное        | 6                      |
| с. Семилужки      | 998                    |
| с. Сухоречье      | 227                    |

Глава поселения и председатель Совета — Пинус Андрей Владимирович.